# 키숀 데이비스
키숀 데이비스(영어: Keyshawn Davis, 1999년 2월 28일~)는 미국의 권투 선수로 2020년 하계 올림픽 라이트웰터급에서 은메달을 획득했다. 또한 세계 선수권 대회와 팬아메리카 게임에서 은메달을 획득했다.